# 408 Fama
408 Fama (mednarodno ime je 408 Fama) je asteroid v asteroidnem pasu. 

## Odkritje
Asteroid je odkril nemški astronom Max Wolf ( 1863 – 1932) 13. oktobra 1895 v Heidelbergu, Nemčija. Imenuje se po Fami, boginji v rimski mitologiji.

## Lastnosti
Asteroid Fama obkroži Sonce v 5,65 letih. Njegova tirnica ima izsrednost 0,139, nagnjena pa je za 9,103° proti ekliptiki. Njegov premer je 40,81 km .